# Nationaal natuurreservaat Massif du Grand Ventron

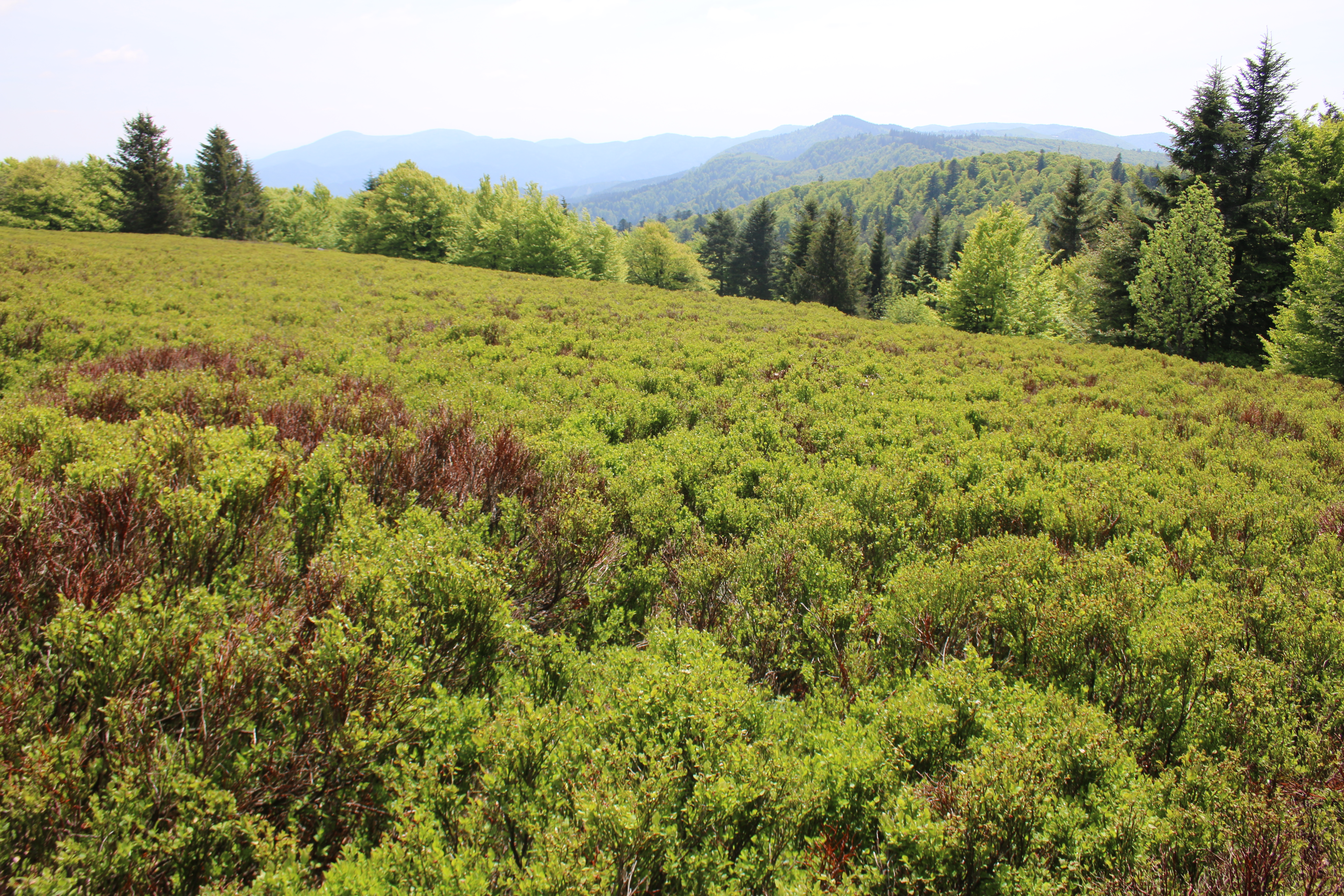

Nationaal natuurreservaat Massif du Grand Ventron (Frans: Réserve naturelle nationale du Massif du Grand Ventron) is een natuurreservaat in Frankrijk, in regionaal natuurpark Ballons des Vosges in de Vogezen. Het reservaat omvat de top Grand Ventron met chaumes (graslanden op de top) en vrij onaangetaste bossen op de flanken. In 2021 werd 257 hectare van het beuken-sparrenbos erkend als Unesco-werelderfgoed, als onderdeel van de Oude en voorhistorische beukenbossen van de Karpaten en andere regio's van Europa. De auerhoen en lynx komen er voor. Het gebied is ook Natura 2000-gebied.